# Plážový fotbal na Jihoamerických hrách
Plážový fotbal na Jihoamerických hrách je soutěž v plážovém fotbalu jihoamerických her. Poprvé se konala v roce 2022 v Paraguayi, kde zvítězili reprezentanti Paraguaye.

## Turnaje
| Rok          | Pořadatel        | Pořadí   | Pořadí    | Pořadí   | Pořadí   |
| Rok          | Pořadatel        | Vítěz    | 2. místo  | 3. místo | 4. místo |
| ------------ | ---------------- | -------- | --------- | -------- | -------- |
| 2022 Detaily | Paraguay (Luque) | Paraguay | Argentina | Peru     | Uruguay  |
| 2026 Detaily |                  |          |           |          |          |

## Medailový stav podle zemí do roku 2022 (včetně)
| Pořadí | Země      | Zlato | Stříbro | Bronz | Celkem |
| 1.     | Paraguay  | 1     | 0       | 0     | 1      |
| 2.     | Argentina | 0     | 1       | 0     | 1      |
| 3.     | Peru      | 0     | 0       | 1     | 1      |